# Баба (рабочая деталь машины)
Ба́ба — рабочая деталь машины, совершающая полезную работу за счёт удара после направленного падения. Подобный снаряд используется для забивания свай, ковки и т. д. Масса бабы может составлять до 30 тонн.